# Chechat
Chechat è una suddivisione dell'India, classificata come census town, di 10.255 abitanti, situata nel distretto di Kota, nello stato federato del Rajasthan. In base al numero di abitanti la città rientra nella classe IV (da 10.000 a 19.999 persone).

## Geografia fisica
La città è situata a 24° 46' 0 N e 75° 52' 60 E e ha un'altitudine di 332 m s.l.m..

## Società

### Evoluzione demografica
Al censimento del 2001 la popolazione di Chechat assommava a 10.255 persone, delle quali 5.425 maschi e 4.830 femmine. I bambini di età inferiore o uguale ai sei anni assommavano a 1.692, dei quali 883 maschi e 809 femmine. Infine, coloro che erano in grado di saper almeno leggere e scrivere erano 6.399, dei quali 3.984 maschi e 2.415 femmine.